# Georges Edouard Lemaître
Georges Edouard Lemaître (17. července 1894 Charleroi, Henegavsko, Belgie – 20. června 1966 Lovaň, Brabant, Belgie) byl belgický (původem valonský) římskokatolický kněz, matematik, astronom a kosmolog, jeden z průkopníků teorie vzniku vesmíru počáteční explozí. Nezávisle na Alexandru Fridmanovi odvodil v roce 1927 relativistické nestacionární modely vesmíru s „velkým třeskem“ a dal je jako první do přímé souvislosti s expanzí vesmíru, kterou prokázal Edwin Hubble v roce 1929. Na základě jeho teoretických prací rozpracovali teorii velkého třesku George Gamow a Ralph Alpher. Lemaître se proto často nazývá otcem této teorie.

## Studia
Začal studovat na univerzitě v Lovani, po vypuknutí první světové války sloužil v armádě. Po válce se vrátil ke studiím matematiky a fyziky na Katolické univerzitě v Lovani. Po studiích byl přijat na studijně-pracovní pobyt na univerzitu v Cambridgi, kde spolupracoval s Arthurem Eddingtonem. Doktorát z astrofyziky pak získal na Massachusettském technologickém institutu v roce 1926. Současně započal církevní kariéru, v roce 1920 se zapsal do semináře a v roce 1923 byl vysvěcen na kněze. Po studiích se vrátil jako vyučující na svou alma mater do Lovaně.

## Kosmologické teorie
Lemaître na základě pozorování Vesta Sliphera a Edwina Hubbla předpověděl vztah mezi vzdáleností galaxií a rychlostí jejich oddalování. Tento vztah potvrdil Hubble a začal se proto nazývat Hubbleův zákon, zásluha Lemaîtra byla oficiálně uznána v roce 2018 a zákon pojmenován Hubbleův-Lemaîtreův zákon.
Ze vzdalování vesmírných objektů vyvodil, že vesmír se rozpíná. Z teorie, že vesmír se rozpínáním zvětšuje zpětně vyvodil, že čím dále do minulosti, tím byl vesmír menší. Při hledání počáteční stavu rozpínajícího se vesmíru došel v roce 1931 k hypotéze prvotního atomu. Podle této hypotézy bylo na počátku obrovské atomové jádro, které obsahovalo všechny nukleony vesmíru. Rozštěpením tohoto nestabilního jádra se uvolnila energie, která způsobila rozpínání vesmíru. Dospěl tak k počátku světa, ve kterém pojem času a prostoru ztrácí význam.
V té době převládaly teorie o stancionárním vesmíru, které předpokládají věčný vesmír, který se v průběhu času v zásadě nemění. Lemaîtrovu kosmologii v roce 1949 odsoudil Fred Hoyle posměšným Big Bang idea („myšlenka velkého třesku“) a pod tímto názvem pak byla postupně potvrzena jako model nejvíce vyhovující zjištěným pozorováním.

## Dílo
- Un univers homogène de masse constante et de rayon croissant (Homogenní vesmír s konstantní hmotou a rostoucím poloměrem) 1927
- L'Hypothèse de l'atome primitif. Essai de cosmogonie (Hypotéza prvotního atomu. Esej z kosmogonie) 1931
- The expanding universe (Rozpínající se vesmír) 1931 – publikováno Královskou astronomickou společností s pomocí jeho učitele Arthura Eddingtona

## Ocenění
- 1934 Francquiho cena
- 1936 Cena Julese Janssena
- 1953 Eddingtonova medaile
- 2018 Hubbleův-Lemaîtreův zákon – pojmenování na základě hlasování Mezinárodní astronomické unie